# Løftegrund
Løftegrund  er en grafisk akvatinte teknik (almindeligvis det samme som sukkerakvatinte), som giver mulighed for at male på trykpladen, og få et tilsvarende positivt resultat i trykket. Det vil sige at der kan gengives præcise penselstrøg, som males på pladen, i den resulterende tryk.

## Grundlæggende metode
Ved løftegrund bemales en trykplade påført akvatintegrund med en opløsning af sukker, gummi arabicum og sort pigment. Når det er tørret, dækkes hele pladen med et tyndt lag asfaltlak eller hårdgrund, som igen får lov at tørre. Pladen lægges nu i blød i varmt vand, som får sukkeropløsningen til at ”løfte sig” og blotte pladen. Herefter nedsænkes pladen i syrebad, evt. trinvis, dvs. over flere gange med afdækning af dele af pladen undervejs, hvis der ønskes flere toner. Herefter er pladen klar til tryk.